# Wassili-Wereschtschagin-Kunstmuseum der Stadt Mykolajiw
Wassili-Wereschtschagin-Kunstmuseum der Stadt Mykolajiw (ukrainisch Миколаївський художній музей імені В. В. Верещагіна russisch Николаевский художественный музей имени В. В. Верещагина) ist das Kunstmuseum in Mykolajiw in der Ukraine, früher Nikolajew (russisch Николаев).

## Geschichte

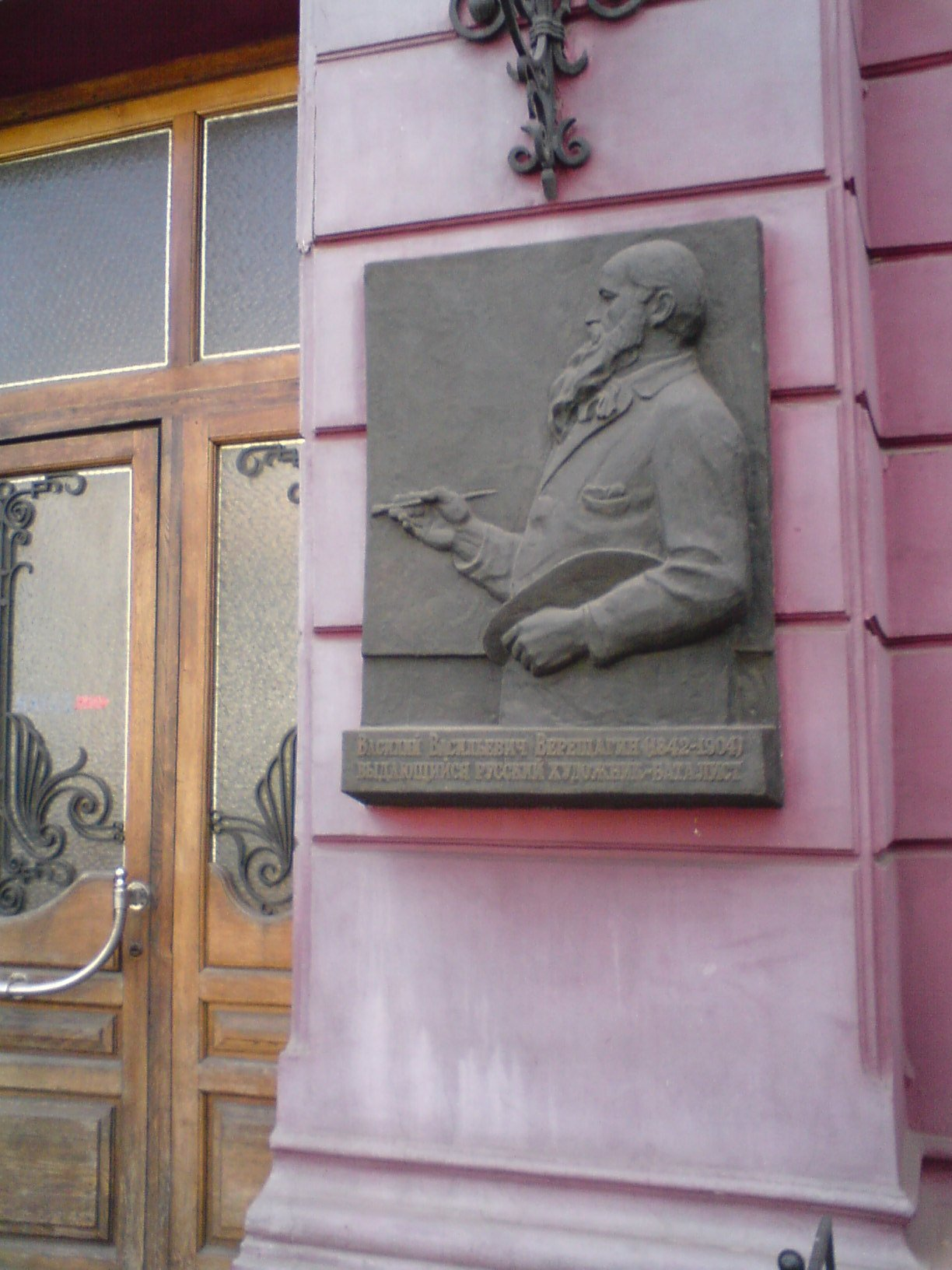
Gedenktafel an Wassili Wereschtschagin. Kunstmuseum der Stadt Mykolajiw

Das Museum wurde 1914 von Mitgliedern der örtlichen Gesellschaft für Liebhaber der bildenden Künste als Denkmal für den Künstler Wassili Wereschtschagin gegründet. Die erste Sammlung des Museums wurde im ehemaligen Wachzimmer einer Militäreinheit untergebracht. Sie umfasste Werke, die von der Russische Kunstakademie, Russischem Museum gespendet wurden sowie Gegenstände, die von Wassili Wereschtschagins Witwe Lidija Wassiljewna geschickt wurden.

### Museum nach der Oktoberrevolution 1917
Nach der Oktoberrevolution 1917 wurde die Sammlung des Museums mit Werken aus verstaatlichten privaten Sammlungen, Gemälden von Rufin Sudkowskyj (die 1924 vom Bruder des Künstlers aus Ochakovo übergeben wurden) und Werken sowjetischer Meister, die vom ukrainischen Komitee für Kunstangelegenheiten kamen, beträchtlich erweitert.
Vor dem Großen Vaterländischen Krieg umfasste die Museumssammlung fast 1000 Werke. In den Tagen der faschistischen Besatzung wurde das Museum geplündert. Die Wiederaufbau begann, als Nikolajew (heute Mykolajiw) befreit wurde. 1945 wurde das Museum in dem kleinen alten Herrenhaus untergebracht. Einige Werke von Wassili Wereschtschagin, seine persönlichen Gegenstände, Werke von Iwan Aiwasowski, Rufin Sudkowskyj, Mark Antokolski und anderen Künstlern wurden gefunden. Die große Hilfe bei der Bildung der Nachkriegssammlung wurde vom Nationalmuseum Kiewer Gemäldegalerie, dem Kiewer Museum für westliche und östliche Kunst, dem Kunstmuseum der Stadt Odessa gewährt.
In den Jahren 1970–1980 wurde die Sammlung des Museums regelmäßig durch Einnahmen aus der Direktion für Kunstausstellungen des Kulturministeriums der UdSSR, des Kulturministeriums der USSR, der Union der Künstler der UdSSR, der Nationale Union der Künstler der Ukraine und aus privaten Sammlungen aufgefüllt.

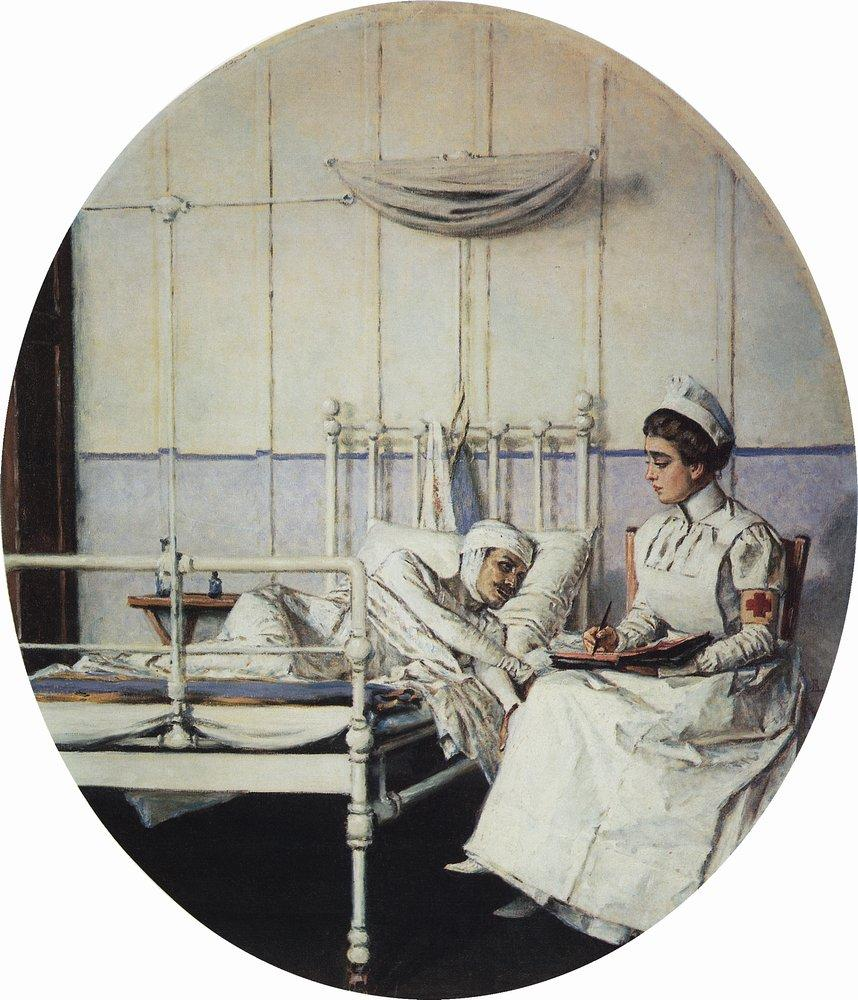
Brief an die Heimat (Brief an die Mutter)
von Wassili Wereschtschagin

Von 1980 bis 1990 wurde bei der Erweiterung der Museumssammlungen besonderen Wert auf die künstlerischen Traditionen der Region gelegt. Werke der alten Künstler D. K. Krajnew, R. S. Sokolowsky, S. M. Startscheus, W. I. Firsow und andere wurden erworben. Derzeit besitzt das Kunstmuseum die größte und vollständige Sammlung von Werken der zeitgenössischen Künstler aus der Region um Mykolajiw, M. A. Rjasnjansky, W. I. Solotuchin, D. A. Antonjuk, O. P. Sawgorodny, N. F. Bereschny, I. J. Bulawizky, S. F. Senkewytsch, N. A. Mandrikowa-Dontschyk, W. S. Pokossenko.
1986 zog das Museum in ein neues geräumiges Haus um. In seinen Hallen im zweiten und dritten Stock hat sich eine Ausstellung der heimischen Kunst entwickelt, die Gemälde, Skulptur, dekorativer und angewandter Kunst sowie Grafik umfasst. In einem separaten Saal des Museums werden Werke westeuropäischer Kunst ausgestellt.

### Museum nach der ukrainischen Unabhängigkeit 1991
Im Jahr 2002 wurde das Museum mit der goldenen Medaille der Russischen Akademie der Künste und der Wohltätigkeitsstiftung für die Erhaltung des Erbes von Wassili Wereschtschagin, für die Restaurierung der Werke des Künstlers sowie die Erhaltung und Popularisierung des Schaffens des Meisters ausgezeichnet.
Juli 2009 wurde das Museum durch die Entscheidung des Präsidiums der Nationale Akademie der Künste der Ukraine für die Förderung von Kunst, Verdienste um die ästhetische Erziehung der jungen Generation und im Zusammenhang mit dem 95. Jahrestag der Gründung mit der Silbermedaille ausgezeichnet.

## Ausstellungen

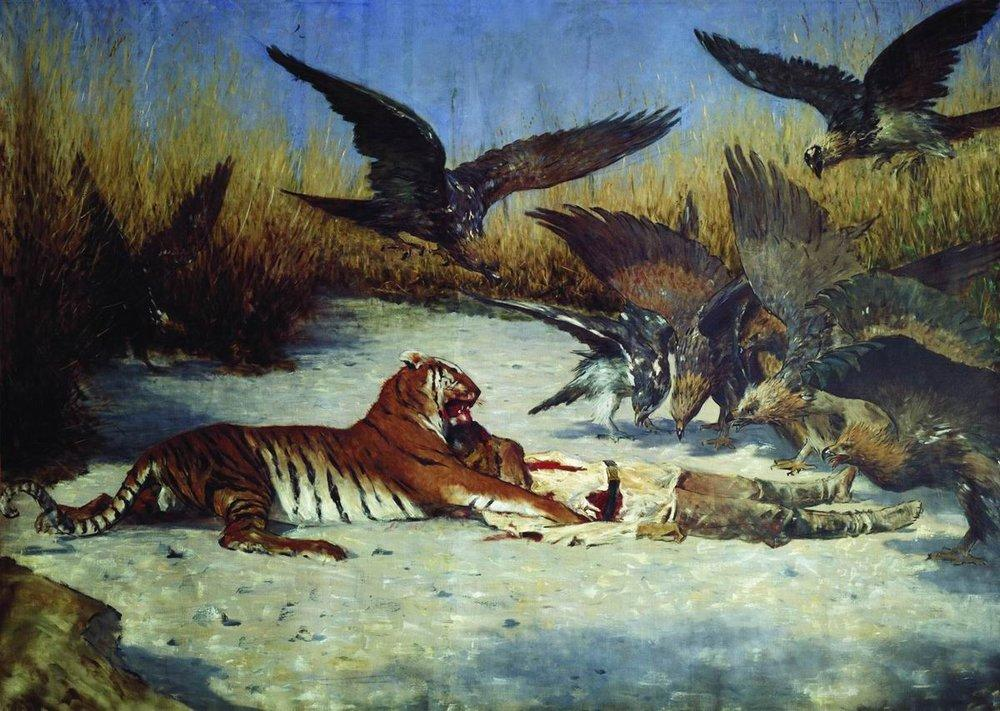
Tiger-Kannibale von Wassili Wereschtschagin

- Ikonenmalerei aus dem 18.–19. Jahrhundert
- Kunst des 18. bis zur ersten Hälfte des 19. Jahrhunderts
- Kunst der zweiten Hälfte des 19. Jahrhunderts
- Kunst- und Gedenkhalle von Wassili Wereschtschagin[7]
- Akademische Kunst des 19. Jahrhunderts
- Kunst des späten 19. bis zum frühen 20. Jahrhunderts
- Westeuropäische Kunst

## Museumsfilialen
Die Struktur des Wassili-Wereschtschagin-Kunstmuseum umfasst folgende Zweigmuseen:
- Rufin-Sudkowskyj-Museum für Marinemalerei in Otschakiw[8]
- Eugen-Kibrick-Kunstmuseum in Wosnessensk[9]

## Sieh auch
- Heimatmuseum Mykolajiw
- Schiffbau- und Flottenmuseum Mykolajiw
- Sternwarte-Museum
- Mykolajiw
- Oblast Mykolajiw